# Aspiration centralisée
 (février 2008).
Si vous disposez d'ouvrages ou d'articles de référence ou si vous connaissez des sites web de qualité traitant du thème abordé ici, merci de compléter l'article en donnant les références utiles à sa vérifiabilité et en les liant à la section « Notes et références ».
L'aspiration centralisée, aspirateur centralisé ou aspirateur central, est un système d'aspiration basé sur l'installation de conduits (en PVC de 50 mm de diamètre par exemple) anti-statique à l'intérieur même des murs de l'habitation. 
Les conduits sont liés à des prises d'aspiration réparties dans tout le bâtiment, avec un câblage de basse tension et une pièce de rangement ainsi que des outils les indiquant et à un aspirateur central, généralement localisé dans le garage ou dans une pièce de rangement. 
Différents systèmes coexistent pour le démarrage de l'aspirateur ; par exemple, un câblage de basse tension suivant les conduits entre l'appareil et les prises d'aspiration permet de démarrer l'aspirateur central en branchant le boyau flexible dans la prise d'aspiration prévue.

## Historique
Alors que l'aspirateur a été inventé en 1869 aux États-Unis[réf. nécessaire], l'idée de l'aspiration centralisée s'est au départ heurtée à des problèmes technologiques :
- les moteurs électriques des aspirateurs n'étaient pas assez puissants pour un tel réseau de tuyaux,
- les tuyaux, encastrés dans les murs, étaient mal adaptés au passage des matières aspirées.

## Fonctionnement
L'aspirateur est statique, ce qui signifie qu'il est placé dans une pièce, en général le garage, et reste immobile.
De cet aspirateur partent des tuyaux en PVC vitrifiés d'un diamètre de 50 mm, accompagnés d'un câble électrique basse tension (24 V), le tout étant alors fixé ou encastré dans les murs. Les tuyaux sont reliés les uns aux autres pour former un réseau.
Ce réseau se raccorde sur des bouches d'aspiration à clapet étanche, pour créer une dépression, et sont installées dans certaines pièces de la maison. Une prise couvre en moyenne 80 m2, en fonction de la superficie et du volume de celles-ci.
Le dernier élément est le tuyau flexible — long et souple, de 8 à 20 mètres de long — qui se branche sur les prises et connecte le balai. Selon les standards, ce tuyau a une longueur usuelle de 9 m.
L'aspiration peut se déclencher automatiquement lors du branchement du tuyau flexible, ou grâce à un interrupteur incorporé dans la poignée du balai.  
Un moniteur du système intégré à l'aspirateur est parfois aussi installé dans un endroit pour indiquer à l'utilisateur le statut de son appareil.